# Lepidocybium flavobrunneum
L'escolar (Lepidocybium flavobrunneum), o tirsite, è un pesce marino della famiglia dei Gempilidi. È l'unica specie del genere Lepidocybium.

## Distribuzione
Vive nelle acque tropicali e subtropicali di tutto il globo, ad esclusione dell'oceano Indiano settentrionale; talvolta si incontra anche in acque temperate. È molto diffuso nell'oceano Atlantico orientale, da Madera fino al Sudafrica. È solito trascorrere il giorno tra i 600 e gli 885 metri di profondità, ma di notte risale fino a profondità di 100 metri o anche meno.

## Descrizione
Di colore marrone scuro, tende ad assumere con l'età tonalità più scure e gli esemplari più vecchi sono quasi neri. Nuotatore molto veloce, ha pinne pettorali ben sviluppate e una serie di pinnule più piccole. Può raggiungere i 2,4 metri di lunghezza.

## Consumo
L'escolar viene consumato in alcuni Paesi europei e asiatici, nonché negli Stati Uniti, talvolta come ingrediente per sushi o sashimi. Viene venduto con il nome commerciale di "tonno bianco" - nome con cui viene indicata anche l'alalunga - o "super tonno bianco", per distinguerlo dall'alalunga.
Occasionalmente viene anche venduto come "pesce burro" (butterfish), "pesce burro delle Hawaii" o "ruvetto" cui è spesso assimilato; alle Hawaii e alle Figi è conosciuto come walu.
Insieme al ruvetto ne è stata vietata la commercializzazione in Svizzera nel 2007, per i possibili disturbi alla salute (diarree, crampi, cefalee e vomito all'ingestione) causati dalla presenza elevata di esteri di cera nel suo grasso: più ridotta se sottoposto all'affumicatura a caldo, che quindi ne favorisce la commestibilità.